# Béni Ounif
Béni Ounif (em árabe: ﺑﻨﻰ و ﻧﻴﻒ) é uma cidade e comuna localizada na província de Béchar, Argélia. Sua população era de 11 209 habitantes, em 2008.